# Camp Nou
Camp Nou (phát âm tiếng Catalunya: [ˌkamˈnɔw], có nghĩa là sân mới, thường được gọi bằng tiếng Anh là Nou Camp), được đặt tên là Spotify Camp Nou vì lý do tài trợ, là sân nhà của câu lạc bộ La Liga FC Barcelona kể từ khi hoàn thành vào năm 1957. Với sức chứa hiện tại 99,354, đó là sân vận động có sức chứa lớn nhất ở Tây Ban Nha và châu Âu, và sân vận động bóng đá lớn thứ hai trên thế giới.
Sân đã tổ chức hai trận chung kết Cúp C1 châu Âu/Champions League vào năm 1989 và 1999, hai trận chung kết Cup Winners' Cup, bốn trận chung kết Inter-Cities Fairs Cup, năm trận đấu Siêu cúp bóng đá châu Âu, bốn trận chung kết Cúp Nhà vua Tây Ban Nha, hai trận chung kết Copa de la Liga, và 21 trận đấu Siêu cúp bóng đá Tây Ban Nha. Sân cũng đã tổ chức năm trận đấu trong Giải vô địch bóng đá thế giới 1982, bao gồm trận khai mạc, hai trong số bốn trận đấu tại Giải vô địch bóng đá châu Âu 1964 và trận chung kết của môn bóng đá tại Thế vận hội Mùa hè 1992.
Vào ngày 15 tháng 3 năm 2022, có thông báo rằng dịch vụ phát nhạc trực tuyến Spotify đã đạt được thỏa thuận với FC Barcelona để có được quyền đặt tên cho sân vận động trong một thỏa thuận trị giá 310 triệu đô la. Sau khi được sự chấp thuận của thỏa thuận tài trợ với Spotify bởi Hội đồng thành viên đại biểu bất thường của FC Barcelona vào ngày 3 tháng 4 năm 2022, sân vận động chính thức được đổi tên thành Spotify Camp Nou vào ngày 1 tháng 7 năm 2022.
Vào tháng 4 năm 2022, có thông báo rằng việc cải tạo sân vận động sẽ bắt đầu vào tháng 6 năm 2022 sau khi mùa giải kết thúc.

## Lịch sử

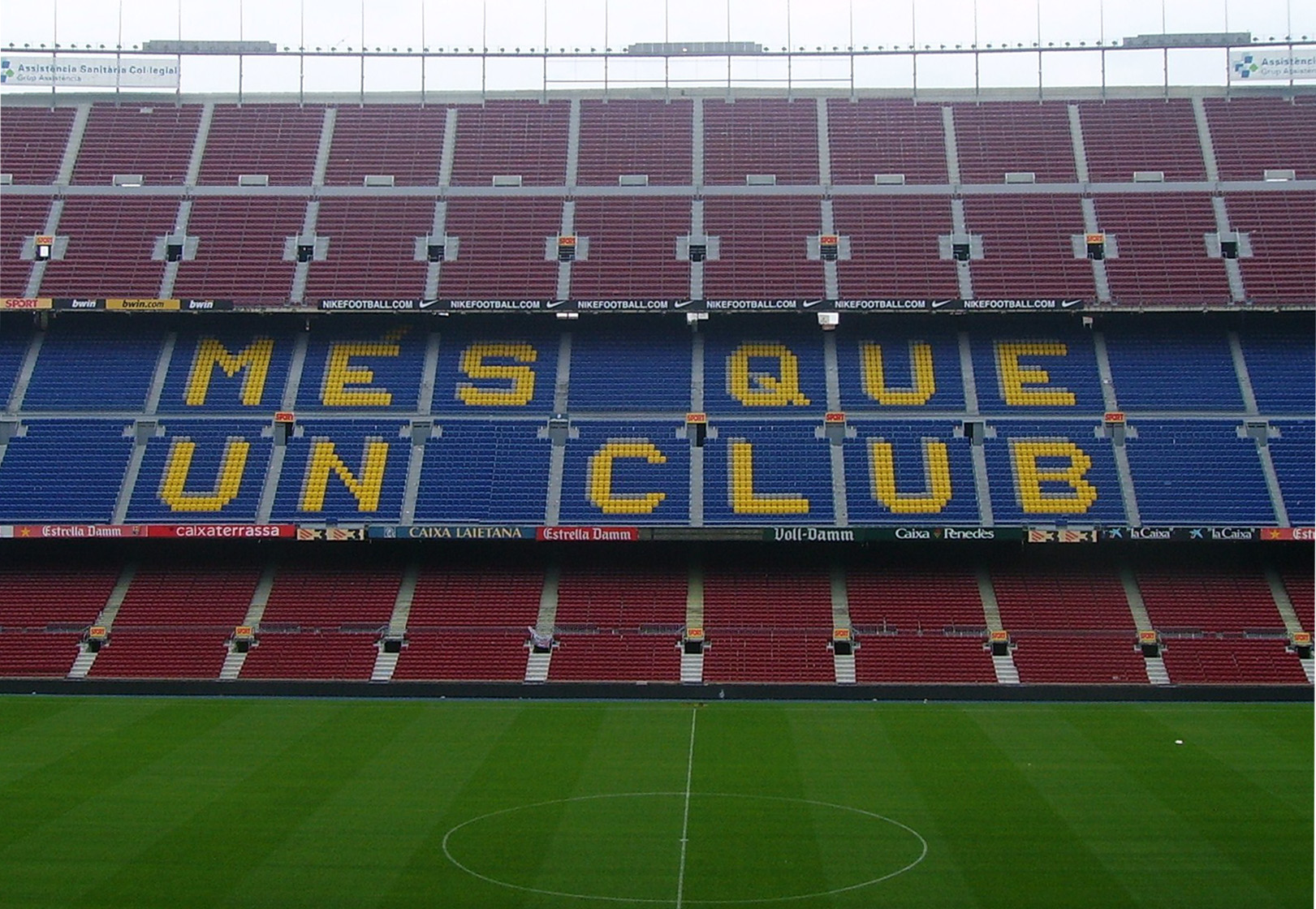
Một trong những khán đài trưng bày phương châm của Barcelona, Més que un club, nghĩa là "Hơn cả một câu lạc bộ".

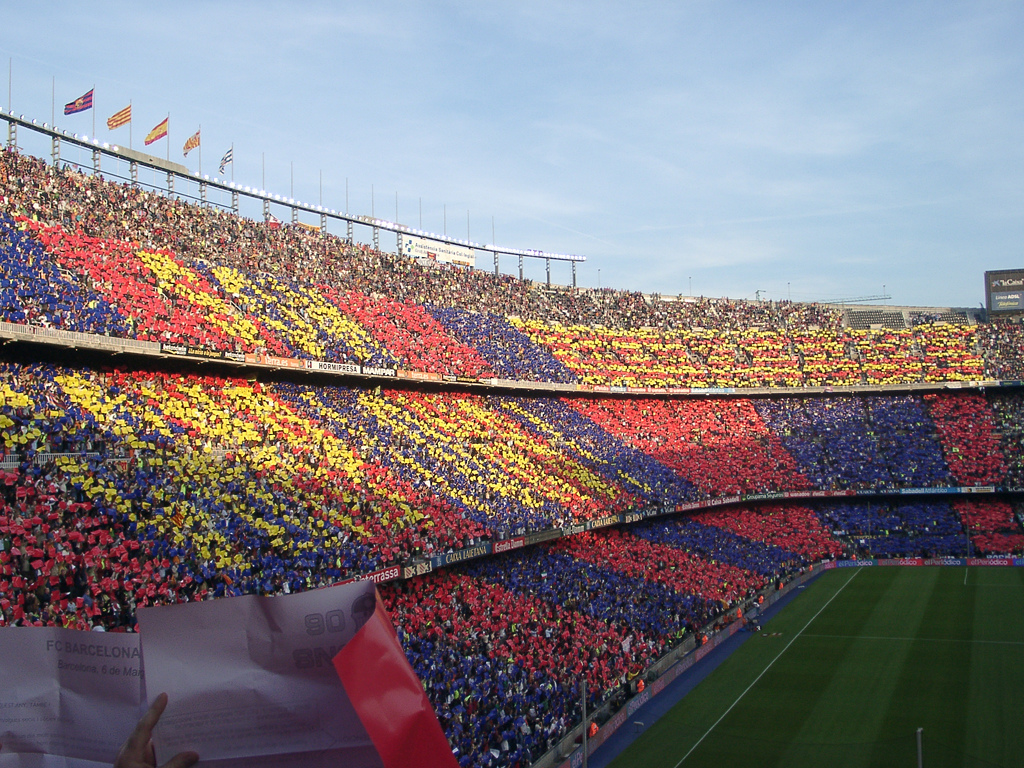
Quang cảnh phía cổ động viên trong một trận đấu, thể hiện màu áo của FC Barcelona.

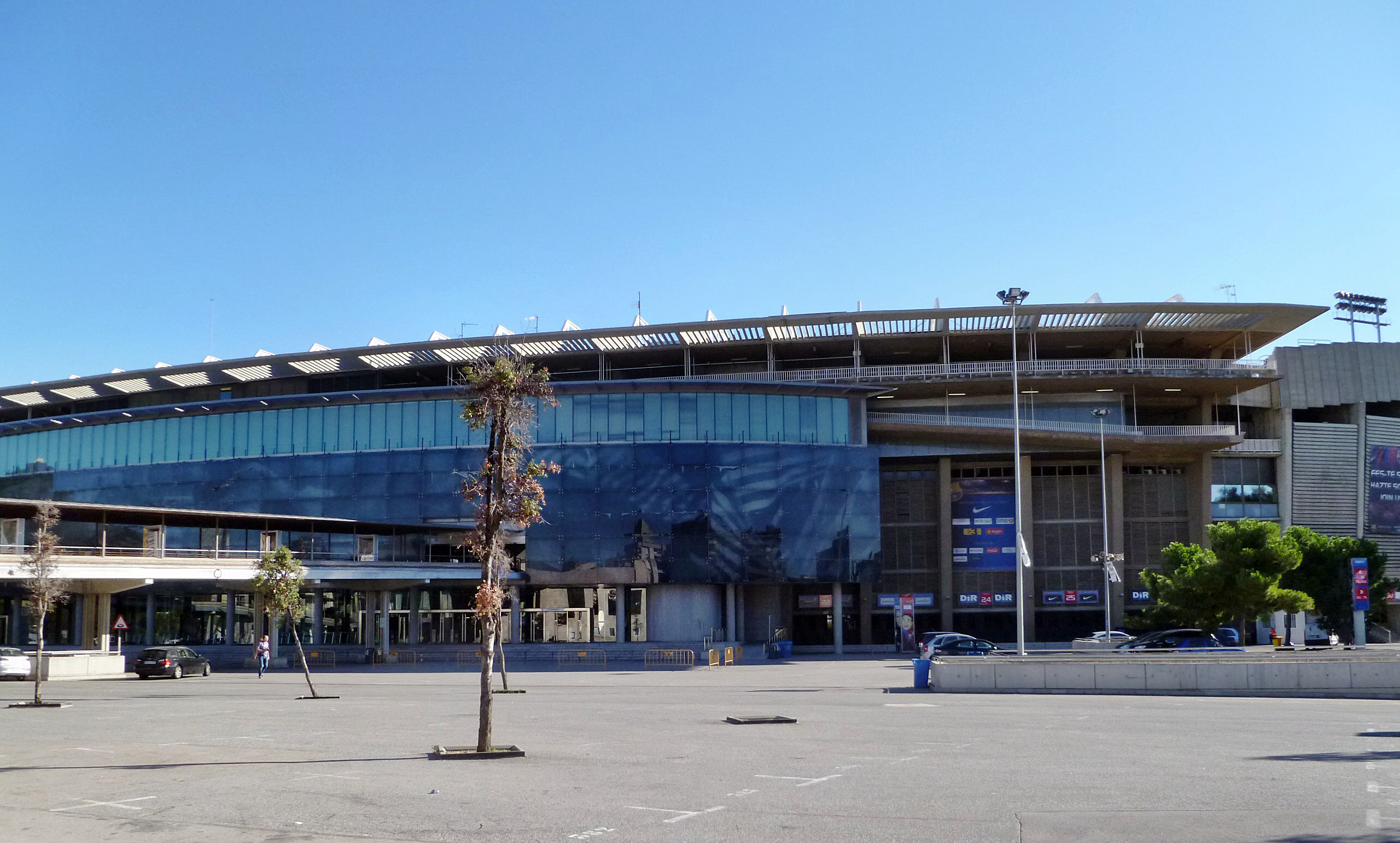
Khán đài chính nhìn ra bên ngoài sân vận động.

### Xây dựng
Việc xây dựng Camp Nou bắt đầu vào ngày 28 tháng 3 năm 1954 vì sân vận động trước đây của Barcelona, Camp de Les Corts, không có chỗ để mở rộng. Mặc dù dự kiến ban đầu được gọi là Estadi del FC Barcelona, cái tên phổ biến hơn là Camp Nou đã được sử dụng. Việc ký hợp đồng với László Kubala vào tháng 6 năm 1950, được coi là một trong những cầu thủ vĩ đại nhất của Barcelona, đã tạo thêm động lực cho việc xây dựng một sân vận động lớn hơn.
Vào ngày 14 tháng 11 năm 1950, chủ tịch Agustí Montal i Galobart đã nhận được sự đồng ý thuận lợi của một hội đồng thành viên để mua đất để xây dựng một sân vận động mới, nằm ở Hospitalet de Llobregat, sau đó đã được trao đổi với Hội đồng thành phố Barcelona để lấy một khu đất khác trong khu vực lân cận Les Corts. Sân vận động nằm ở cuối Travessera de les Corts, bên cạnh Cementiri và Maternitat. Ủy ban dành riêng cho dự án đã đề xuất một địa điểm khác vào tháng 2 năm 1951. Việc mua bán chính thức diễn ra hai năm sau đó.
Việc bổ nhiệm Francesc Miró-Sans làm chủ tịch của FC Barcelona vào ngày 14 tháng 11 năm 1953 là để khởi động lại dự án. Được đầu tư vào tháng 2 năm sau, Miró-Sans quyết định ủng hộ khu đất được mua vào năm 1950 và viên đá đầu tiên của sân vận động được đặt vào ngày 28 tháng 3 năm 1954. Một đám rước vài nghìn người đã thực hiện hành trình từ Camp de Les Corts đến La Masia de Can Planes, nơi tổ chức buổi lễ đặt viên đá đầu tiên, một buổi lễ long trọng với sự hiện diện của Miró-Sans, người đứng đầu Tổ chức Dân sự. Chính phủ Barcelona và tổng giám mục Barcelona, Gregorio Modrego.
Dự án được hoàn thành một năm sau đó, khi câu lạc bộ giao việc xây dựng cho công ty xây dựng Ingar SA. Công việc được cho là kéo dài 8 tháng, nhưng chi phí cao gấp hơn 4 lần so với dự kiến, lên tới 288 triệu pesetas. Thông qua các khoản thế chấp và cho vay, câu lạc bộ đã xoay sở để hoàn thành dự án, vay nặng lãi trong vài năm. Câu lạc bộ hy vọng sẽ trang trải chi phí bằng việc bán mảnh đất tại Les Corts, nhưng Hội đồng thành phố Barcelona đã mất 5 năm để xác định lại điều kiện của nó, dẫn đến một thời kỳ khó khăn kinh tế nhất định, Cuối cùng, người đứng đầu nhà nước và chính phủ Tây Ban Nha vào thời điểm đó, nhà độc tài Francisco Franco, đã cho phép tái cấp đất tại Les Corts và chấm dứt cuộc khủng hoảng của câu lạc bộ Barcelona. Trong quá trình xây dựng Camp Nou, La Masia đóng vai trò là xưởng chế tạo mô hình và là nơi làm việc của các kiến trúc sư và nhà xây dựng.
Các kiến trúc sư là Francesc Mitjans và Josep Soteras, với sự cộng tác của Lorenzo García-Barbón.
Cuối cùng, vào ngày 24 tháng 9 năm 1957, ngày lễ La Mercè, Camp Nou được khánh thành. Một thánh lễ long trọng do tổng giám mục chủ trì, người đã chào đón sân vận động đã hoàn thành, trước bài Hallelujah từ Đấng cứu thế của Handel. Các chức sắc của chế độ Franco và của thành phố tập trung tại tòa án tổng thống, và khoảng 90.000 người đã tham dự lễ khai mạc trên khán đài của sân vận động lớn. Trong sự kiện này, các câu lạc bộ bóng đá từ khắp Catalunya đã diễu hành trên sân, cũng như các thành viên của các bộ phận khác nhau của Barça, penyes và các đội FC Barcelona khác nhau.

### Những năm đầu và World Cup 1982
Vào tháng 5 năm 1972, Camp Nou tổ chức trận chung kết European Cup Winners' Cup giữa Rangers và Dynamo Moscow. Rangers thắng trận với tỷ số 3–2. Bảng điểm điện tử được lắp đặt năm 1975 tại sân vận động.
Sân vận động đã được mở rộng vào năm 1980, để chuẩn bị cho Giải vô địch bóng đá thế giới 1982, bổ sung thêm hộp, phòng chờ VIP, khu vực báo chí mới, điểm đánh dấu mới và việc xây dựng tầng thứ ba, có chiều cao nhỏ hơn so với tầng thứ ba. thiết kế ban đầu rộng 6m (46,60m so với thiết kế ban đầu là 52,50m). Việc mở rộng sân vận động đã thêm 22.150 chỗ ngồi mới, nâng tổng sức chứa chỗ ngồi lên 71.731 và sức chứa khán đài được mở rộng thêm 16.500 lên 49.670, nâng tổng sức chứa của sân vận động (kết hợp chỗ ngồi và chỗ đứng) lên 121.401. Kỷ lục tham dự của FC Barcelona được thiết lập vào ngày 5 tháng 3 năm 1986 trong trận tứ kết Cúp C1 châu Âu với Juventus trước 120.000 khán giả, chỉ kém 1.401 khán giả so với sức chứa của sân vận động..
Camp Nou là một trong một số sân vận động được sử dụng trong suốt World Cup 1982, tổ chức lễ khánh thành vào ngày 13 tháng 6. Nó cũng tổ chức nhiều trận đấu trong giải đấu đó hơn bất kỳ sân vận động nào trong số 16 sân vận động khác được sử dụng trên khắp Tây Ban Nha, bao gồm cả trận khai mạc, nơi diễn ra lễ khai mạc truyền thống (bao gồm cả việc thả chim bồ câu). Trước 95.000 người, Bỉ đã khiến đương kim vô địch Argentina thất bại 1–0 trong trận mở màn đó. Sau đó, nó tổ chức ba trận đấu vòng tròn tính điểm giữa Liên Xô, Ba Lan và Bỉ, mà Ba Lan đã giành chiến thắng và vượt qua vòng loại để lọt vào bán kết, nơi họ đấu với Ý tại Camp Nou, thua 2–0; Ý tiếp tục giành chiến thắng trong trận chung kết diễn ra tại Sân vận động Santiago Bernabéu của Real Madrid ở Madrid.
Camp Nou cũng đã tổ chức Chung kết UEFA Champions League 1999 giữa Manchester United và Bayern Munich, với cả hai đội canh tranh giành cú ăn ba vô địch quốc gia/cúp quốc gia/cúp châu Âu. Bayern đã sớm dẫn trước nhờ bàn thắng của Mario Basler ở phút thứ sáu và giữ thế dẫn trước khi đồng hồ điểm 90 phút, nhưng United đã lội ngược dòng để giành chiến thắng với các bàn thắng thời gian bù giờ của Teddy Sheringham và Ole Gunnar Solskjær.

### Phát triển

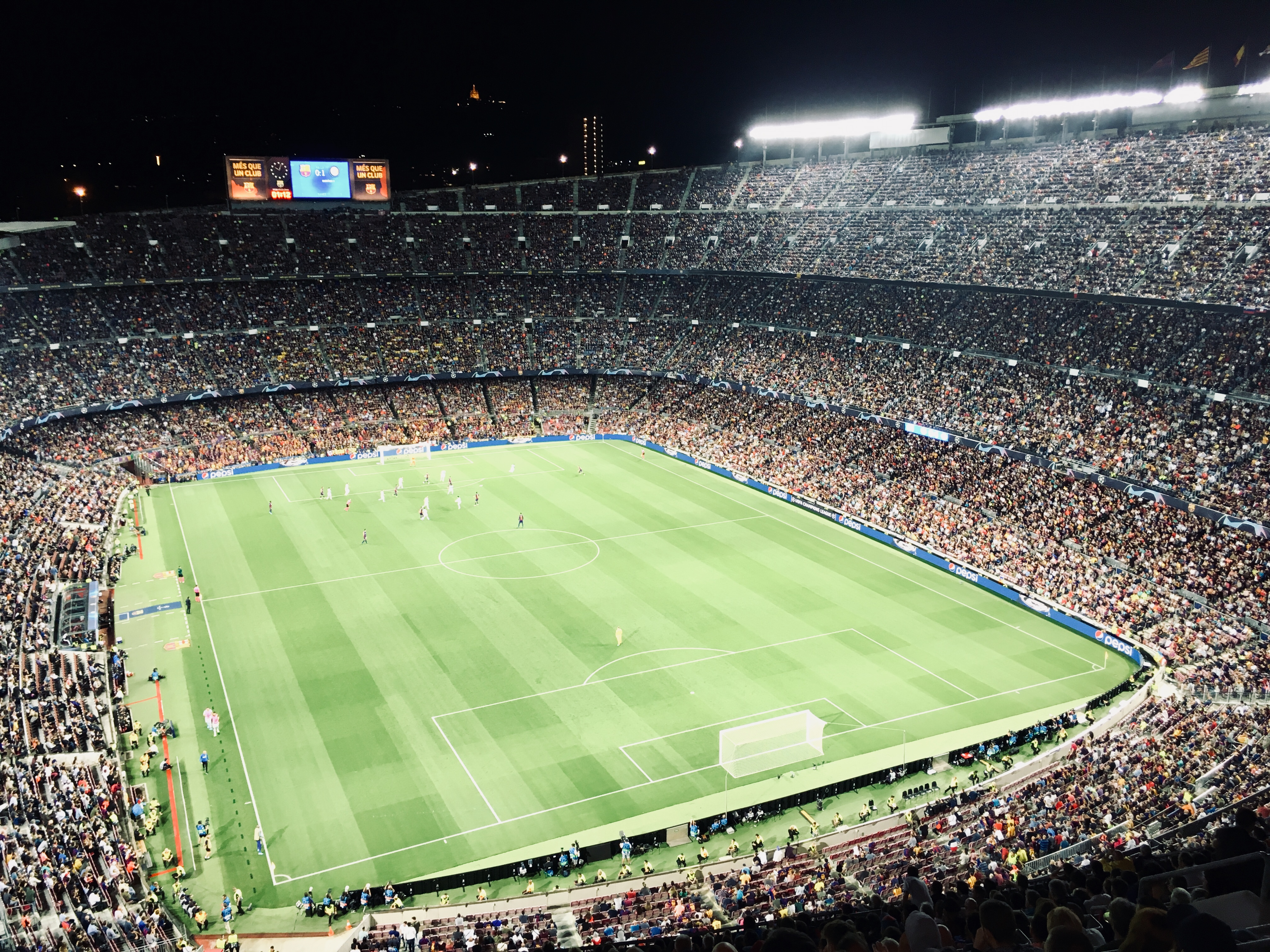
Nội thất của sân vận động với sức chứa hiện tại là 99.354 trong trận đấu UEFA Champions League giữa Barcelona và Inter Milan vào năm 2019

Sức chứa của sân vận động đã thay đổi rất nhiều trong những năm qua, mở cửa là 106.146 và tăng lên 121.401 cho Giải vô địch bóng đá thế giới 1982.
Ngoài việc là sân nhà của Barcelona, Camp Nou còn là sân nhà của đội tuyển Catalunya. Sân vận động thường được sử dụng cho các sự kiện bóng đá khác. Trận chung kết cúp châu Âu giữa Milan và Steaua București được tổ chức vào ngày 24 tháng 5 năm 1989, với chiến thắng 4–0 của câu lạc bộ Ý. Camp Nou tổ chức một phần của cuộc thi bóng đá, bao gồm cả trận chung kết, trong Thế vận hội Mùa hè 1992. Để chuẩn bị cho những trận đấu này, hai tầng chỗ ngồi bổ sung đã được lắp đặt trên đường mái trước đó.
Camp Nou ít thay đổi sau năm 1982, ngoại trừ việc khai trương bảo tàng câu lạc bộ vào năm 1984. Sân vận động được cải tạo vào năm 1993–94, trong đó mặt sân được hạ thấp 2,5 mét (8 feet), khoảng cách an ninh ngăn cách bãi cỏ với các phòng trưng bày đã được dỡ bỏ và phòng đứng được loại bỏ để nhường chỗ cho từng cá nhân. Hộp báo chí mới, cải tạo khán đài và hộp tổng thống, bãi đậu xe mới dưới khán đài chính, hệ thống âm thanh và ánh sáng mới đã được hoàn thành kịp thời cho mùa giải 1998–99. Trong giai đoạn 1998–99, UEFA đánh giá Camp Nou là sân vận động năm sao vì các dịch vụ và chức năng của nó. Mặc dù thường được gọi là Camp Nou, tên chính thức của sân vận động thực ra là “Estadi del FC Barcelona” kể từ khi hoàn thành, và phải đến mùa giải 2000-01, các thành viên câu lạc bộ mới bỏ phiếu chính thức đổi tên sân vận động thành biệt danh phổ biến của nó.
Cơ sở vật chất hiện bao gồm một cửa hàng bán đồ lưu niệm, các sân bóng nhỏ dành cho các trận đấu tập và một nhà nguyện cho các cầu thủ. Sân vận động cũng có bảo tàng được ghé thăm nhiều thứ hai ở Catalonia, Bảo tàng FC Barcelona, nơi đón hơn 1,2 triệu du khách mỗi năm.
Vào ngày 1 tháng 10 năm 2017, trận đấu của Barcelona với Las Palmas được diễn ra trên sân Camp Nou không có khán giả do bất ổn chính trị trong khu vực.

## Cải tạo và mở rộng
Câu lạc bộ đã đưa ra một cuộc đấu thầu quốc tế để tu sửa sân vận động nhân dịp kỷ niệm 50 năm thành lập sân vận động. Mục tiêu là làm cho cơ sở trở thành một môi trường đô thị tích hợp và dễ thấy. Câu lạc bộ đã tìm cách tăng sức chứa thêm 13.500 chỗ ngồi, với ít nhất một nửa tổng số chỗ ngồi phải có mái che. Mục đích là biến nó thành sân vận động lớn thứ ba trên thế giới về mặt về sức chứa, sau Sân vận động Narendra Modi ở Ấn Độ (sức chứa 132.000 chỗ ngồi) và Sân vận động mùng 1 tháng 5 Rungrado ở Bắc Triều Tiên (sức chứa 114.000 chỗ ngồi).
Vào ngày 18 tháng 9 năm 2007, kiến trúc sư người Anh Norman Foster và công ty của ông đã được chọn để "tái cấu trúc" Camp Nou. Kế hoạch bao gồm việc bổ sung khoảng 6.000 chỗ ngồi, với sức chứa tối đa là 105.000, với chi phí ước tính là 250 triệu euro. Hội đồng quản trị FC Barcelona đã chấp thuận việc bán sân tập cũ của họ (Mini Estadi) trước sự phản đối đáng kể để tài trợ cho việc tu sửa. Dự án được lên kế hoạch bắt đầu vào năm 2009 và hoàn thành vào mùa giải 2011–12. Tuy nhiên, do cuộc khủng hoảng tài chính năm 2008, việc bán sân tập bị hoãn lại và dự án tu sửa cũng vậy. Vào tháng 5 năm 2010, Sandro Rosell, khi đó là ứng cử viên cho chức chủ tịch của FC Barcelona, đã bác bỏ khả năng bán Mini Estadi, nói rằng việc "bán những viên ngọc quý" là không thể biện minh được, và cuộc bầu cử của ông vào ngày 30 tháng 6 năm 2010 có hiệu quả. tạm dừng kế hoạch tu sửa Camp Nou.
Vào tháng 1 năm 2014, ban giám đốc của Barcelona đã từ chối lựa chọn xây dựng một sân vận động mới do những hạn chế về tài chính và thay vào đó, họ đã chọn sửa sang lại Camp Nou để nâng sức chứa lên tới 105.000 chỗ ngồi. Dự án dự kiến sẽ chạy từ năm 2017 đến đầu năm 2021, với chi phí khoảng 495 triệu bảng Anh (600 triệu euro), khiến nó trở thành một trong những bản mở rộng đắt nhất trên cơ sở mỗi chỗ ngồi. Một kế hoạch tinh chỉnh đã được phát hành vào tháng 5 năm 2015 cho thấy kế hoạch thêm mái che trên khán đài và hiển thị kế hoạch mở rộng chỗ ngồi một cách chi tiết hơn. Việc xây dựng đã được lên kế hoạch vào năm 2019 để bắt đầu vào mùa hè năm 2020 và hoàn thành vào năm 2024.
Vào ngày 28 tháng 4 năm 2022, sau nhiều lần trì hoãn, Hội đồng thành phố Barcelona đã cấp giấy phép cải tạo sau mùa giải 2021–22. Trọng tâm của việc đổi mới sẽ là khía cạnh công nghệ cấp một và cấp hai. Tầng thứ ba dự kiến sẽ bị phá bỏ vào giữa năm 2023 và việc cải tạo dự kiến sẽ hoàn thành trong mùa giải 2025–26. Trong thời gian cải tạo, FC Barcelona sẽ chuyển đến Estadi Olímpic Lluís Companys ở Montjuïc.

## Các hoạt động khác
Camp Nou đã được sử dụng cho nhiều mục đích khác nhau ngoài bóng đá, thường được dùng để tổ chức các buổi hòa nhạc lớn.
Đức Giáo hoàng Gioan Phaolô II đã tổ chức buổi thánh lễ cho một giáo đoàn hơn 121.000 người tại Camp Nou vào ngày 17 tháng 11 năm 1982, nhân dịp ông được làm công dân danh dự của Barcelona.
Các nghệ sĩ nổi tiếng từng biểu diễn tại Camp Nou phải kể đến: Julio Iglesias, Bruce Springsteen, Sting, U2...Ngày 9 tháng 8 năm 1988, ngôi sao nhạc pop Michael Jackson đã có buổi biểu diễn trước 95.000 người hâm mộ trong khuôn khổ chuyến lưu diễn Bad World Tour.